# Logone
Der Logone ist ein  mit seinem entferntesten Quellfluss, dem Vina, 965 Kilometer langer Fluss in Zentralafrika und der wichtigste Zufluss des Schari.

## Verlauf

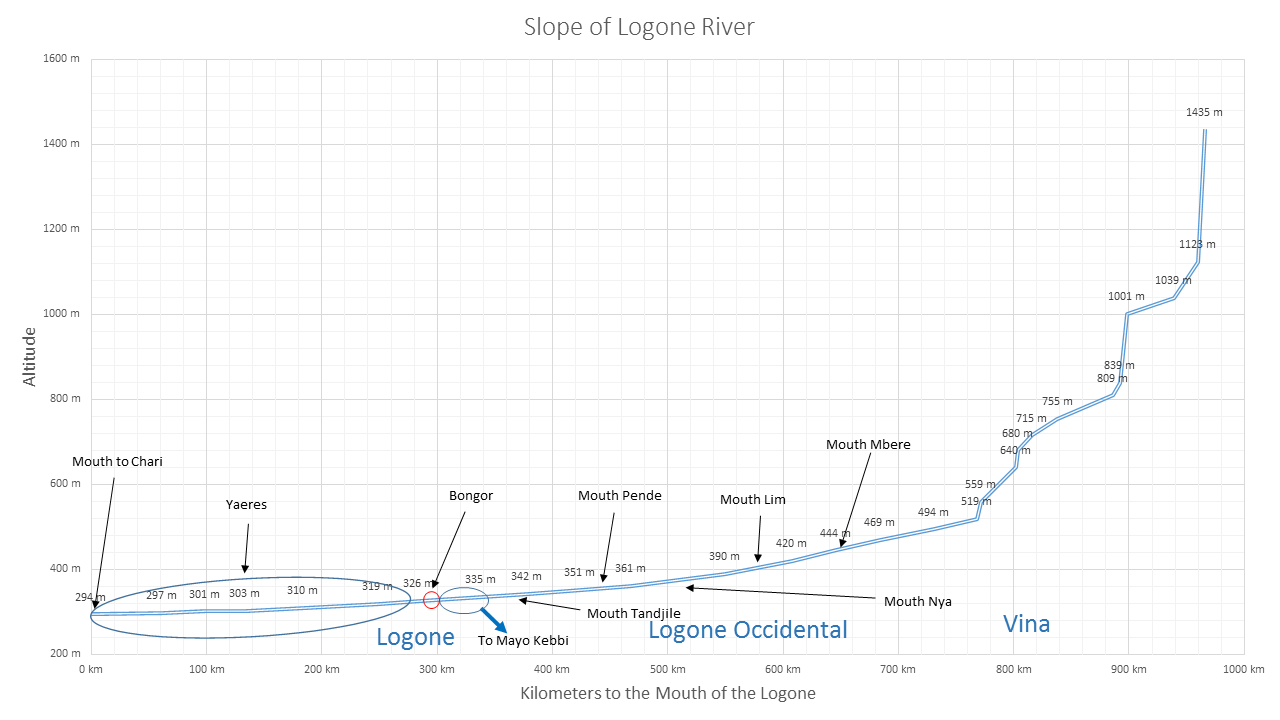
Grafische Darstellung des Sohlengefälles des Logone inklusive Logone Occidental und Vina

Der Logone (auch Na Lógone und Lághame) entsteht aus dem Zusammenfluss seiner zwei Quellflüsse, etwa 20 Kilometer nordöstlich der Stadt Bénoye: dem aus der Zentralafrikanischen Republik kommenden Pendé und dem aus Kamerun gespeisten Mbéré beziehungsweise dem Logone Occidental im Südwesten des Tschads. Er fließt in nordnordwestlicher Richtung und bildet in seinem Unterlauf auf einer Länge von über 300 km die Grenze zwischen Kamerun und dem Tschad. Im Süden von N’Djamena vereinigt er sich mit dem Schari, der von da ab die Grenze bildet und wenig später in den Tschadsee mündet. Das Einzugsgebiet des Flusses beträgt rund 78.000 km².

## Bezeichnung
Die Angaben über die Flüsse der Region sind zum Teil unterschiedlich. In einigen Fällen wird der Mbéré mit dem Logone Occidental (westlicher Logone) gleichgesetzt, der sich mit dem Pendé vereint und den Logone bildet. Auf anderen Karten ändert er nach dem Zusammenfluss mit dem Vina seinen Namen in Logone Occidental. Mitunter wird auch einfach die zusätzliche Unterscheidung Occidental weggelassen, da der östliche Logone (Logone Oriental) eindeutig durch den Namen Pendé definiert ist.

## Majo Kebi – Logone Feuchtgebiete
Ab August setzt die Hochwassersaison des Logone ein. In dieser überschwemmt der Fluss die Plaines d’inondation du Logone et les dépressions Toupouri und die Waza-Ebene; beide Gebiete stehen unter dem Schutz der Ramsar-Konvention. Mit Abtrocknen des Yaeres fließt ein Teil der Wassermassen zurück in den Logone, der andere Teil fließt in den El Beid und verlängert die Flutsaison des Flusses. Außerdem führt er den Überschwemmungsgebieten ca. 850.000 Tonnen an Sedimenten zu.

## Hydrologie
Der Logone hat eine ungewöhnliche Hydrologie. Zum einen verliert er bei Hochwasser einen Teil seines Wassers über den Mayo Kébbi in das Niger-Einzugsgebiet, zum anderen an die Feuchtgebiete zwischen Logone und El Beid. Die Durchflussmenge des Flusses wurde von 1948 bis 1986 in Bongor, einer Stadt im Tschad etwa 200 Kilometer nach der Einmündung des Pendé, etwa 450 Kilometer vor der Mündung in den Schari in N’Djamena gemessen. Es ist zu beachten, dass sich die Wassermenge bis zur Mündung durch die starke Verdunstung im Yaere verringert, da der Fluss bis dorthin nur noch geringe Zuläufe, aber hohe Verluste auf Grund der Überschwemmungsflächen hat. Der in Bongor beobachtete mittlere jährliche Abfluss betrug in diesem Zeitraum 492 m³/s, gespeist durch eine Fläche von rund 73.700 km², einem Großteil des Einzugsgebiets des Flusses. In seinem letzten Stück, in N’Djamena, waren es noch 400 m³/s.
- Diagrammdaten:
- Definition |
- Rohdaten |
- Hilfe

Durchschnittlicher Monatsabfluss des Longone an der hydrologischen Station von Bongor (in m³/s) (1948–1986)

## Mega-Tschad

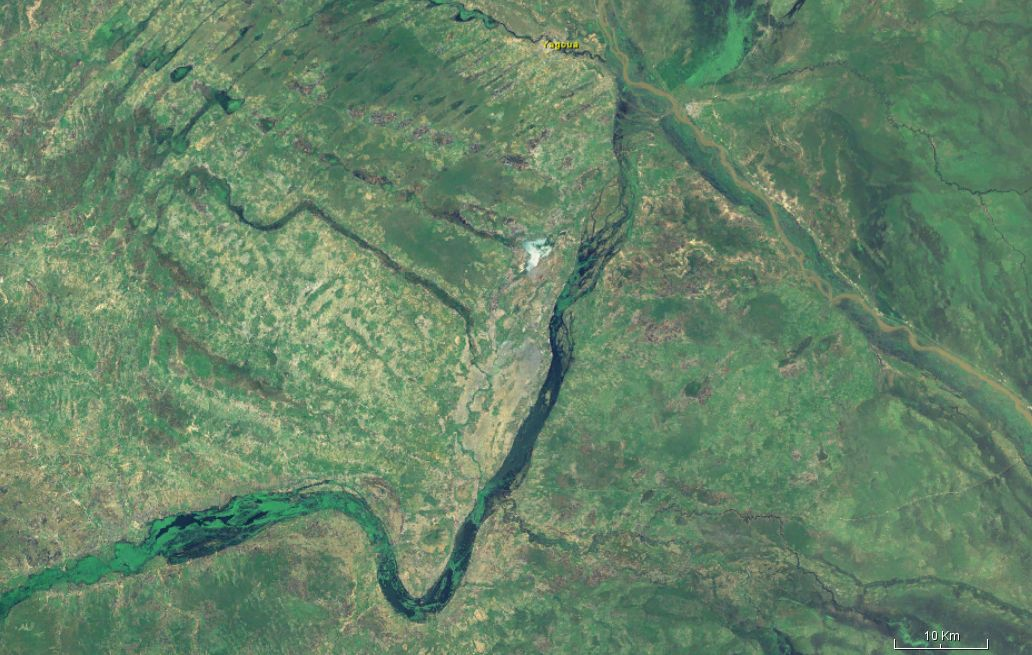
Der Logone im Osten, der ehemalige Abfluss des Mega-Tschadsees mit dem Fianga-See in der Mitte und der von Ost nach West (unten) fließende Mayo Kebi (im Osten schmales Flussbett, bis er sich direkt nach dem Fianga mit dem ehemaligen Abfluss vereint)

Die Verbindung zwischen Logone und Mayo Kébbi über die Überschwemmungsebene entspricht dem Ausfluss aus dem historischen Mega-Tschadsee in seiner maximalen Ausdehnung vor mehr als 5000 Jahren. Daher lassen sich zumindest zu Hochwasserzeiten die Einzugsgebiete des Benue und die des Logone nicht wirklich voneinander trennen. Diese Verbindung ist vermutlich die Ursache für das Vorkommen von Afrikanischen Manatis in den Zuläufen des an sich vom Meer her abgeschnittenen Tschadsees.

## Bevölkerung
In der östlichen unteren Logoneniederung errichtete das Volk der Kotoko mehrere historische Sultanate, welche allgemein als Kotoko-Staaten zusammengefasst werden. Unter ihnen waren die Sultanate Kousséri, Logone-Birni, Makari, Goulfey sowie weitere, welche politisch von den Großreichen Kanem-Bornu oder Baguirmi abhängig waren und heute zu Kamerun gehören.

## Geschichte
Im Tschad sind die Provinzen Logone Oriental und Logone Occidental nach dem Fluss benannt; Ober-Logone war ein Verwaltungsbezirk der deutschen Kolonie Kamerun.

## Bilder

Logone
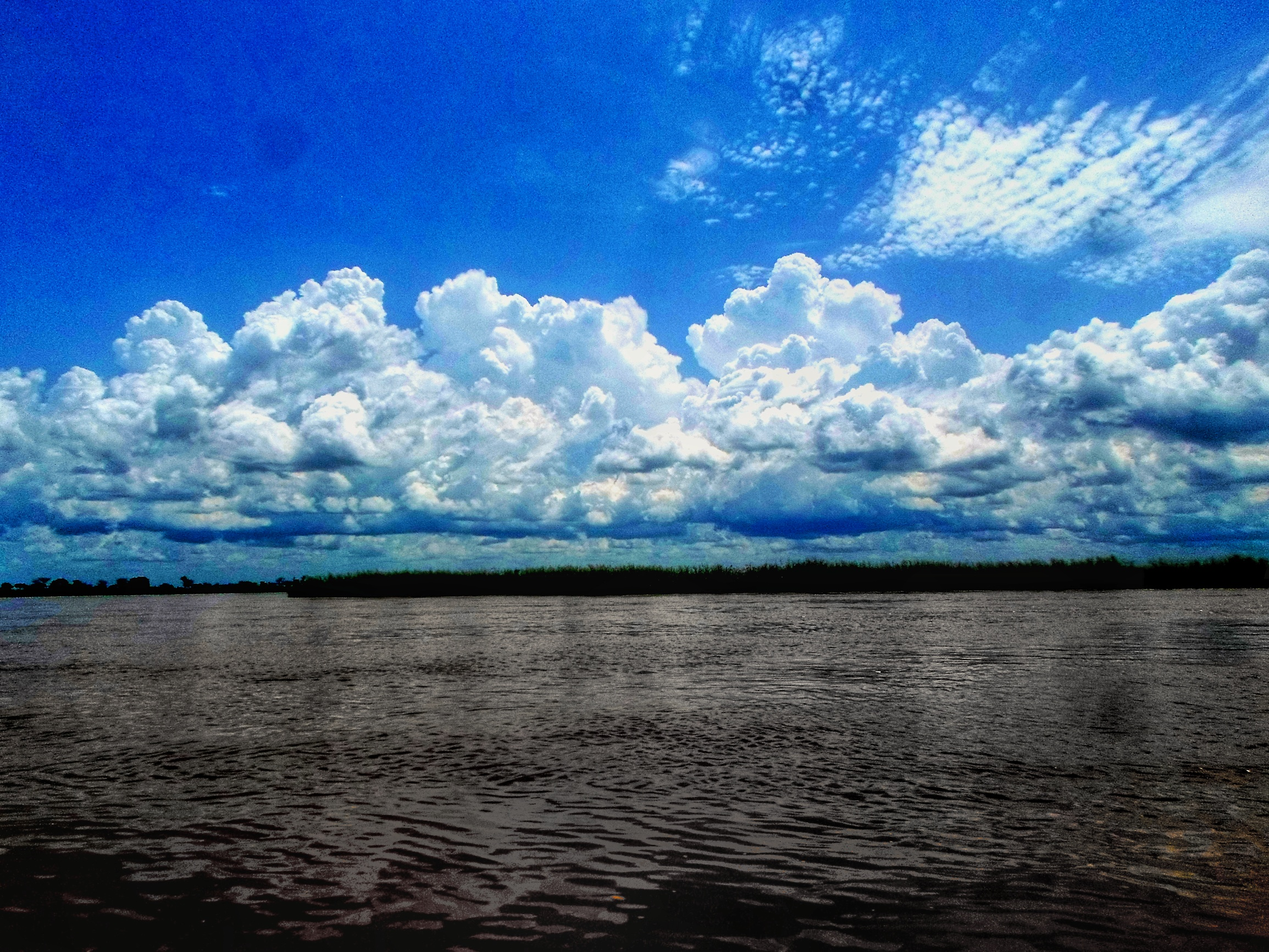
Der Logone
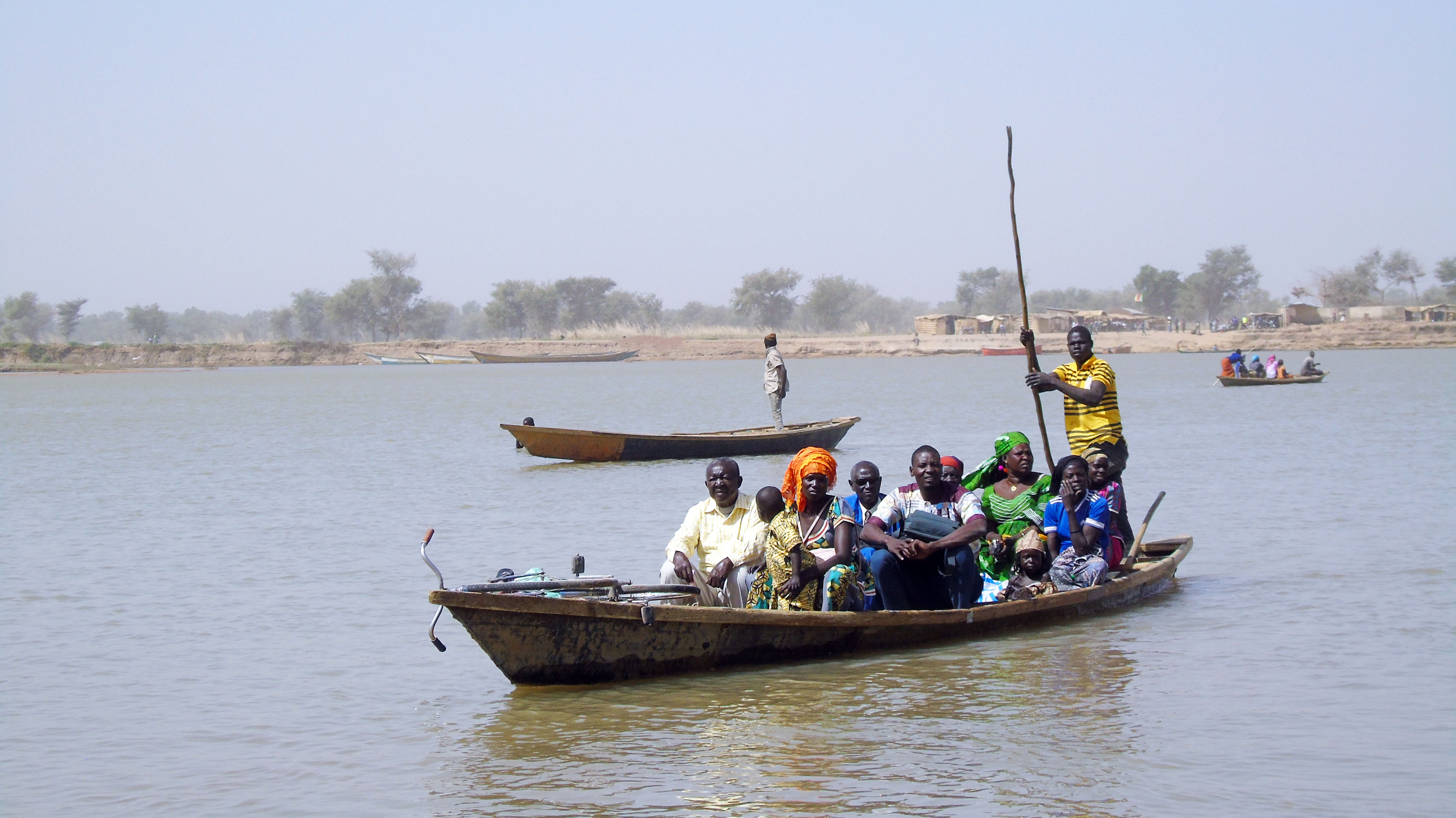
Kanutransport
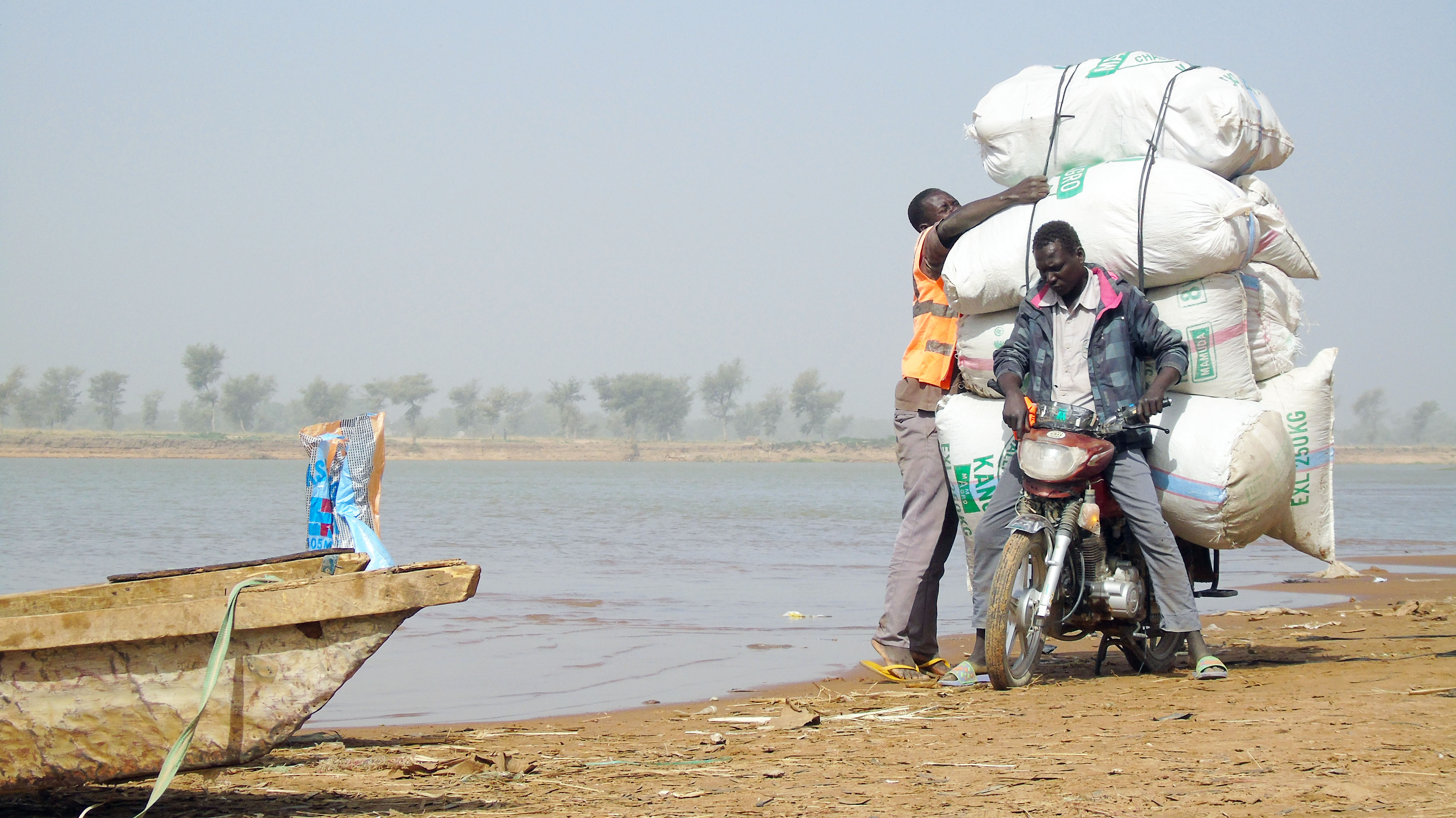
Mototaxi
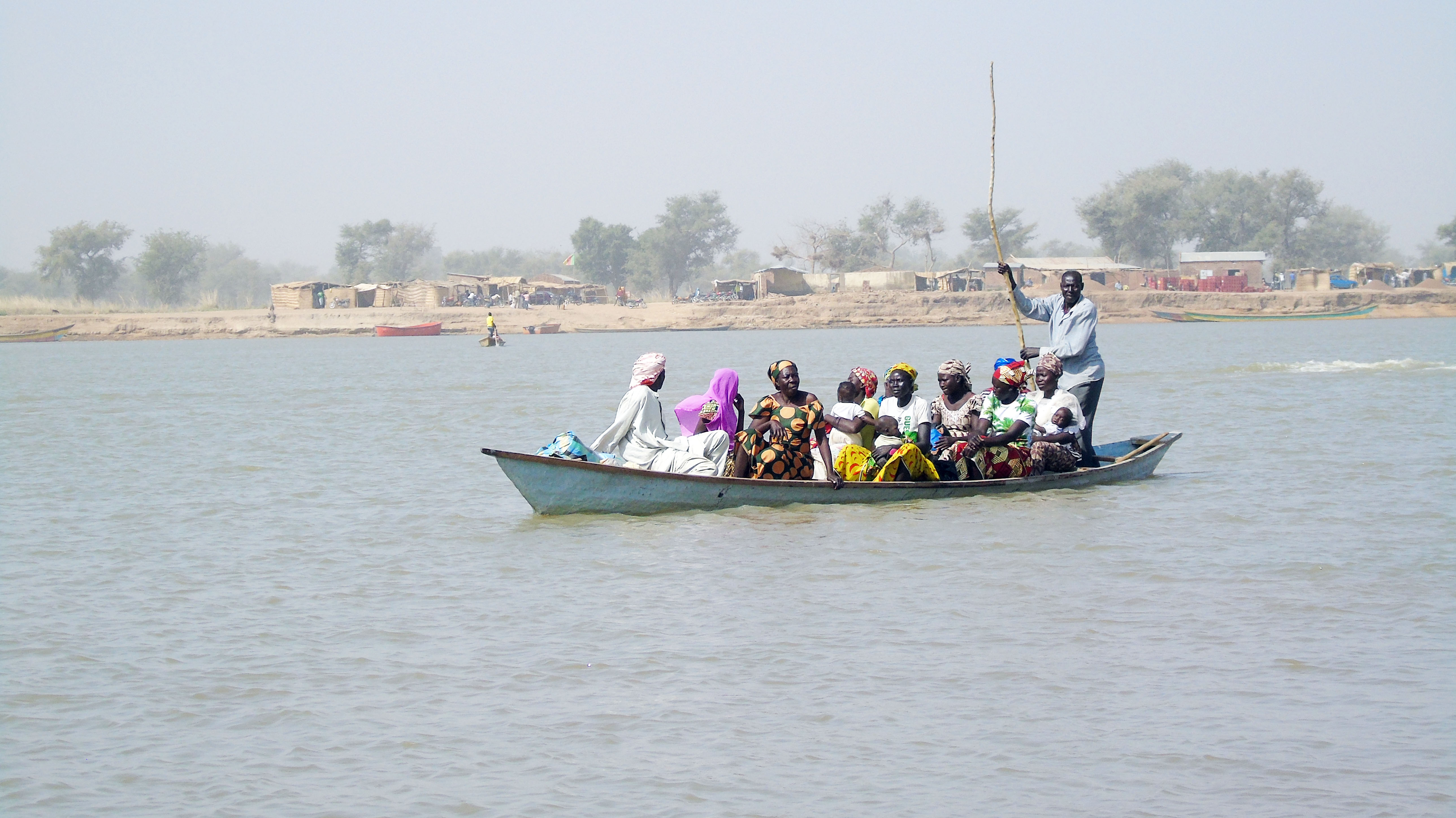
Kanu
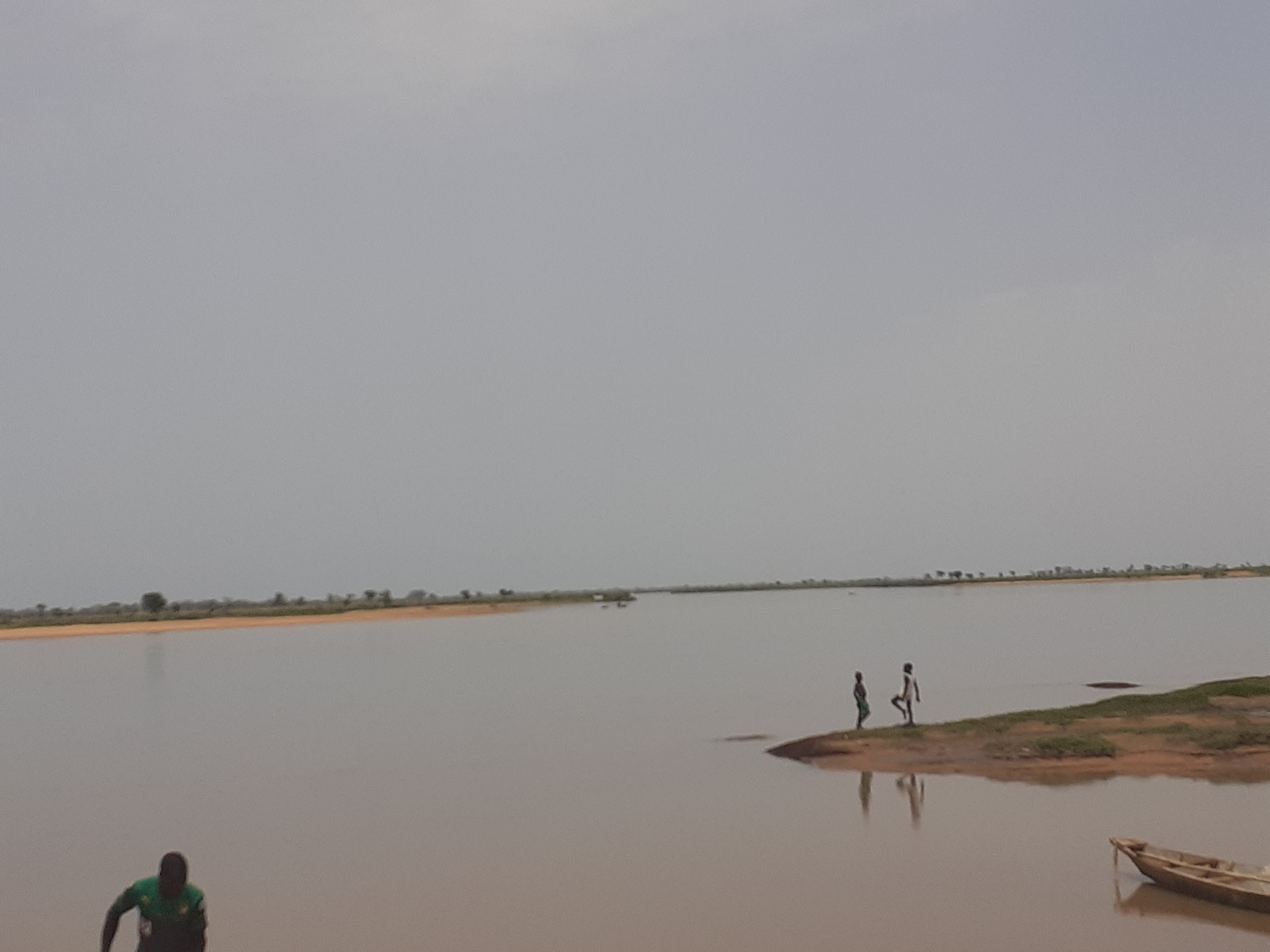
Fischer bei Zébé Marao (Kamerun)
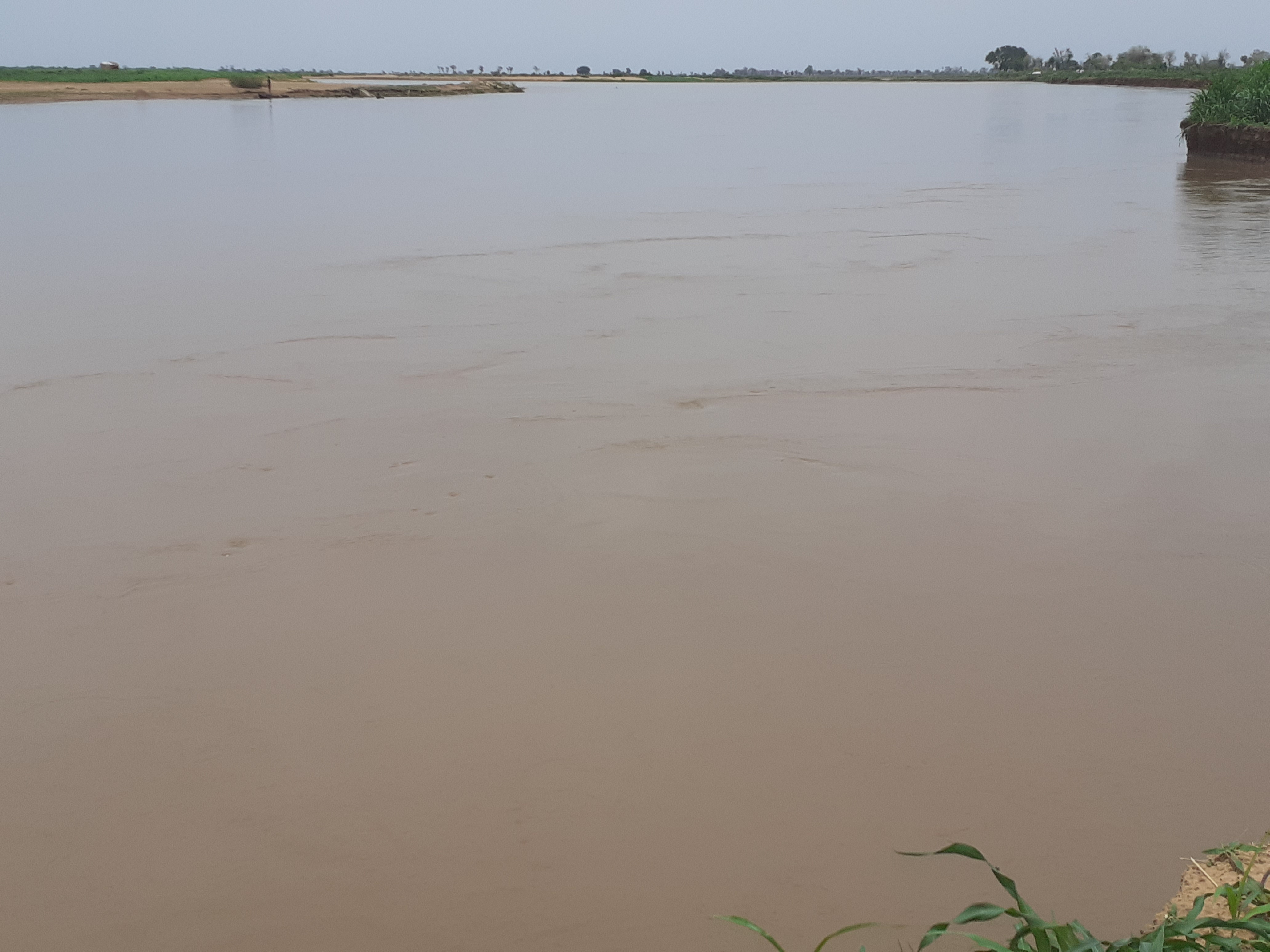
Blick über den Logone von Kamerun aus gesehen